# Повітряна лінія електропередачі

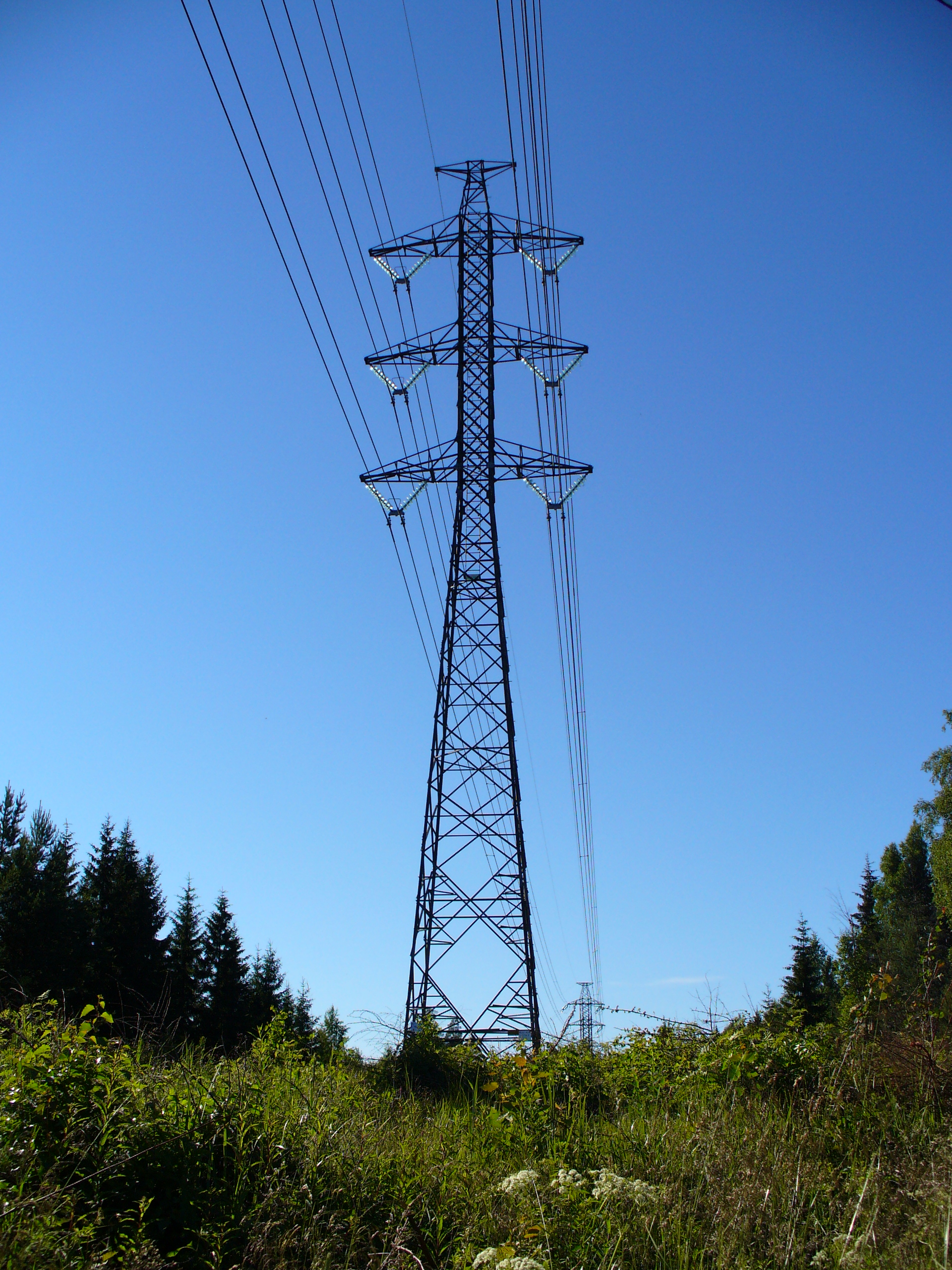
Повітряна лінія електропередачі поблизу Гельсінкі

Пові́тряна лі́нія електропереда́чі або пові́тряна лі́нія електропередава́ння (ПЛ) (англ. overhead power line) — лінія для передавання електричної енергії по проводах, підвішених у повітрі до опор за допомогою ізоляторів та спеціальної арматури. Є однією з основних ланок енергетичної системи, яка призначена для передавання та розподілу електричної енергії напругою до і понад 1 кВ без зміни її параметрів.
Повітряними лініями електропередачі також передають інформацію за допомогою високочастотних сигналів або ВОЛП. Вони використовуються для диспетчерського керування, передавання телеметричних даних, сигналів релейного захисту та протиаварійної автоматики.

## Конструктивні особливості

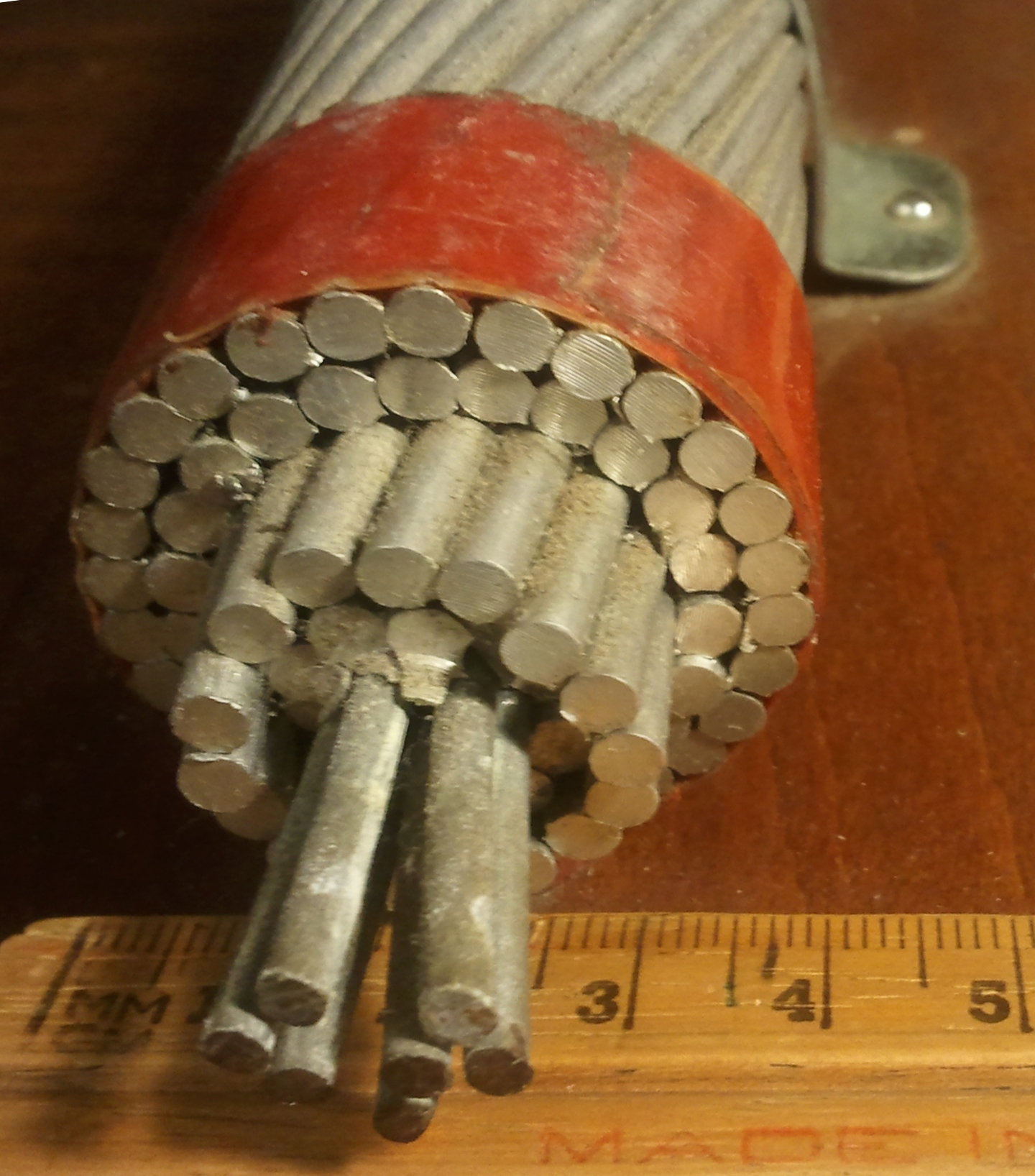
Демонстраційний розріз багатожильного сталеалюмінієвого проводу

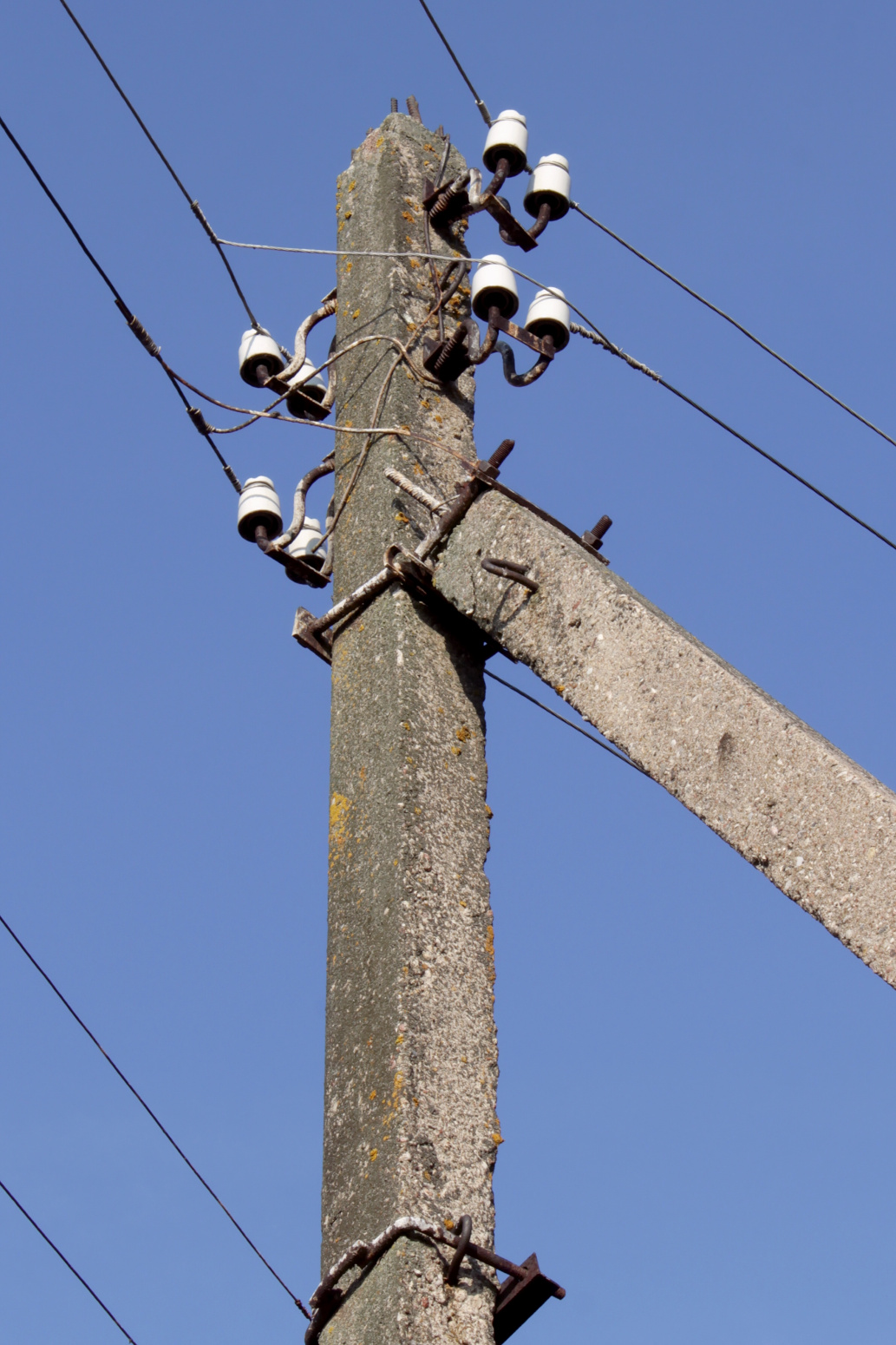
Залізобетонна опора ЛЕП 220/380 В з порцеляновими лінійними ізоляторами

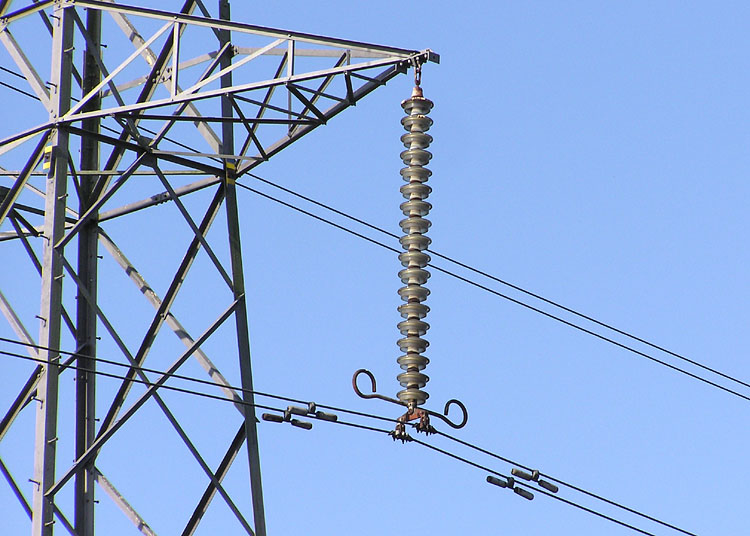
Гірлянда підвісних ізоляторів високовольтної лінії електропередачі(275 кВ)

ПЛ складається з таких основних конструктивних елементів:
1. Проводів різних конструкцій та перерізів, якими передається електричний струм.
2. Грозозахисних тросів, які захищають лінії від грозових розрядів.
3. Опор різних типів — для підвішування проводів та грозозахисних тросів.
4. Ізоляторів або гірлянд ізоляторів для ізоляції проводів від заземлених частин опори.
5. Лінійної арматури, яка служить для кріплення проводів і тросів до ізоляторів та опор, а також для з'єднання проводів і тросів.
6. Заземлювальних пристроїв та розрядників, які забезпечують відведення струмів блискавки у землю.

Для повітряної лінії електропередачі використовують неізольовані або захищені полімерною ізоляцією багатожильні алюмінієві або сталеалюмінієві проводи з антикорозійним заповненням або без нього, рідше — одно- чи багатожильні сталеві проводи.
Над повітряними лініями електропередачі напругою 50 кВ (в окремих випадках — 35 кВ) і вище для захисту від ударів блискавки підвішують заземлені троси зі сталевих або сталеалюмінієвих проводів. Разом з цими тросами чи вмонтованими у них можуть прокладатись волоконно-оптичні лінії зв'язку.
Опори повітряних ліній електропередачі — дерев'яні, залізобетонні, металеві або композитні. Опори можуть встановлюватись безпосередньо у ґрунт або на фундаментах.
Залежно від призначення та способу кріплення ізоляторів до опор розрізняють підвісні ізолятори, які використовують на лініях напругою 35 кВ та більше, і штирові, які застосовують на лініях до 35 кВ. Конструкція підвісних ізоляторів дає змогу складати з окремих ізоляторів гірлянди необхідної довжини залежно від напруги лінії. Штирові ізолятори розраховують лише на одну з електричних напруг лінії, тому лініям різних напруг відповідають різні типи штирових ізоляторів.
До лінійної арматури належать металеві деталі, які використовують для кріплення проводів і тросів до гірлянд ізоляторів і кріплення гірлянд до опор, з'єднання проводів і тросів, підтримування проводів на певній відстані один від одного при розщепленні фаз. За призначенням арматура поділяється на натяжні та підтримні затискачі, з'єднувачі, зчіпні деталі, дистанційні розпірки, захисні кільця і роги та віброгасники.

## Технічні характеристики
Повітряні лінії електропередачі поділяються на ПЛ напругою до 1000 В — низьковольтні і понад 1000 В (3, 6, 10, 35 кВ і т. д.) — високовольтні.
Протяжність повітряних ліній електропередачі напругою до 1 кВ (низька напруга) зазвичай становить 1…2 км і призначені вони для передачі й розподілу електроенергії на невеликі відстані всередині міст, селищ та сіл до вводів у будинки або на підприємства. У містах при виконанні таких ліній перевагу віддають кабельним лінія електропередачі.
Лінії напругою 2…110 кВ (середня напруга) використовують для передачі електроенергії від районних підстанцій до населених пунктів і підприємств, що розміщені на відстані 10…20 км.
Лінії напругою 110…330 кВ (висока напруга), а інколи і 500 кВ призначені для передачі великих потужностей між електричними станціями і великими районними підстанціями для електропостачання великих міст або економічних районів на відстані від 30 до 600 км.
Лінії з надвисокою напругою 500 кВ використовують для передачі потужності до 1 млн кВт і служать для забезпечення зв'язку різних енергетичних систем, які розміщені на відстані до 1200 км. Лінії напругою 750 кВ служать для передачі потужності 2…2,5 млн кВт на відстань до 2000 км.

## Натуральна потужність та пропускна спроможність ПЛ
Лінія електропередач характеризується індуктивністю і ємністю. Ємнісна потужність є пропорційною до квадрату напруги, і не залежить від потужності, що передається лінією. Індуктивна ж потужність лінії є пропорційною до квадрату струму, а значить, і потужності лінії. За певного навантаження індуктивна і ємнісна потужності лінії стають однаковими, і вони компенсують одна одну. Лінія стає «ідеальною», тобто споживає стільки реактивної потужності, скільки її виробляє. Така потужність називається натуральною потужністю. Вона визначається лише погонними індуктивністю та ємністю, і не залежить від довжини лінії. За величиною натуральної потужності можна орієнтовно судити про пропускну спроможність лінії електропередачі. При передачі такої потужності на лінії мають місце мінімальні втрати потужності, тобто режим її роботи є оптимальним. При розщепленні фаз, за рахунок зменшення індуктивного опору і збільшення ємнісної провідності лінії, натуральна потужність зростає. При збільшенні відстані між проводами натуральна потужність зменшується, і навпаки, для підвищення натуральної потужності необхідно зменшувати відстань між проводами.
Під пропускною спроможністю лінії електропередачі розуміється найбільша активна потужність трьох фаз електропередачі, яку можна передати в тривалому усталеному режимі з урахуванням режимно-технічних обмежень. Найбільша передана активна потужність електропередачі обмежена умовами статичної стійкості генераторів електричних станцій, передавальною і приймальною частини електроенергетичної системи, і допустимою потужністю по нагріванню проводів лінії з допустимим струмом. З практики експлуатації електроенергетичних систем випливає, що пропускна здатність електропередач напругою 500 кВ і вище зазвичай визначається фактором статичної стійкості, для електропередач 220—330 кВ обмеження можуть наступати як за умовою стійкості, так і за допустимим нагрівом, 110 кВ і нижче — лише по нагріванню.